# Regueras de Arriba
Regueras de Arriba – gmina w Hiszpanii, w prowincji León, w Kastylii i León, o powierzchni 11,35 km². W 2011 roku gmina liczyła 332 mieszkańców.